# Laserschwelle
Die Laserschwelle oder Pumpschwelle bezeichnet die minimal notwendige Pumpleistung eines Lasers, bei der sich Gewinn durch Energiezufuhr und Verlust durch Absorption im Laser-Medium und durch Auskopplung der erzeugten Emission gerade ausgleichen. Diese Intensitätsschwelle gibt damit den Punkt an, über dem der Laser zu arbeiten beginnt.
Bei Laserdioden wird üblicherweise keine Leistung, sondern eine Stromstärke angegeben, da diese Laser mit Gleichstrom gepumpt werden, wobei diese Größe leichter mess- und festlegbar ist. In diesem Fall wird auch der Name Schwellenstromstärke verwendet.

## Weiterführendes
- Laser Threshold in der Encyclopedia of Laser Physics and Technology (englisch)
- Threshold Pump Power in der Encyclopedia of Laser Physics and Technology (englisch)